# Hadena subjecta
Hadena subjecta là một loài bướm đêm trong họ Noctuidae.